# Leanchoilia
Genre
Espèces de rang inférieur
- † Leanchoilia superlata Walcott, 1917 (espèce-type)
- † Leanchoilia persephone Simonetta

Leanchoilia est un genre éteint d'arthropodes, retrouvé dans les schistes de Burgess au Canada, daté du Cambrien moyen, il y a environ 505 Ma (millions d'années), ainsi que dans les sites de Chengjiang et de Qingjiang en Chine (518 Ma).
L'animal était apparemment aveugle (Les organes visuels n'ont pas été trouvés)[réf. nécessaire], il mesurait plus ou moins 5 cm. Généralement classé comme arthropode, Leanchoilia fut placé parmi le sous-groupe d’arachnomorphes, avec des chélicérates, comme les scorpions ou les araignées actuels.

## Description

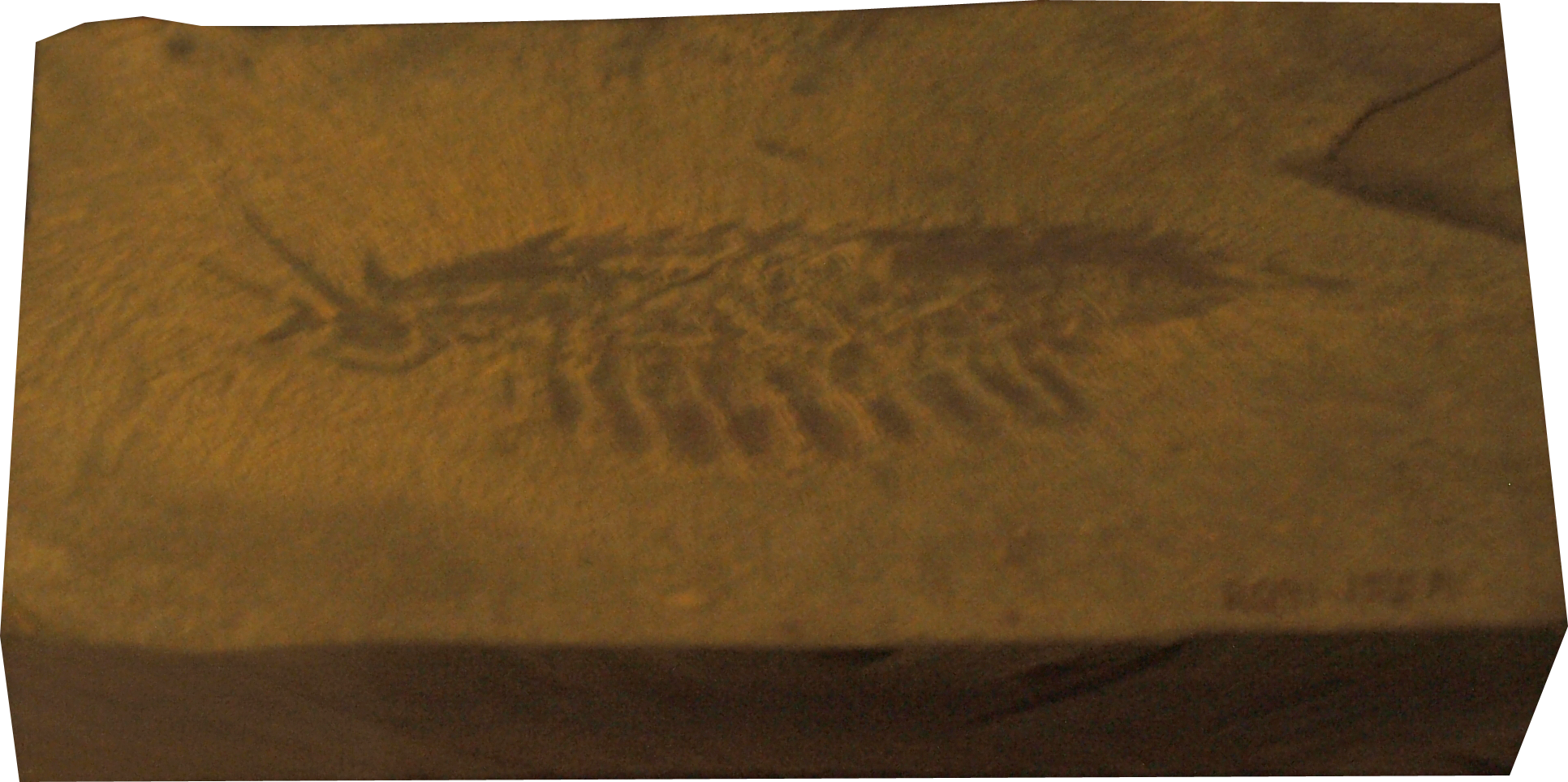
Fossile de Leanchoilia superlata.

Son bouclier céphalique triangulaire se terminait par un museau retourné, suivi par un tronc doté de 11 segments se rétrécissant et s’incurvant vers l’arrière au-delà du cinquième. Une courte queue en pointe triangulaire, hérissée d’épines latérales, coiffait l’extrémité postérieure. L’animal portait 13 paires d’appendices biramés, deux à l’arrière du bouclier, et une sur chacun des onze segments du corps. L’appendice le plus curieux consistait en 4 gros segments orientés d’abord vers le bas, puis faisant un angle  de 90° pour s’étendre vers l’avant. Les deuxième et troisième segments se terminaient par de très longs prolongements en forme de fouet, annelés sur la dernière moitié de leur longueur. Le quatrième segment se composait d'une longue hampe effilée terminée dorsalement par un groupe de trois griffes, et se prolongeant  à la partie ventrale par une sorte de fouet annelé. Ce système fixé sur charnière pouvait soit se déployer vers l’avant pour aider Leanchoilia à reposer sur le substrat, soit se replier vers l’arrière pour améliorer l’hydrodynamisme. Les rameaux branchiaux formaient un véritable rideau de lobes lamellés se superposant et recouvrant totalement les rameaux locomoteurs situés en dessous, et s’étendant bien au-delà de ceux-ci.